# Henry Robson Bowman
Pour les articles homonymes, voir Henry Bowman et Bowman.
Henry Robson Bowman (16 juin 1896-5 novembre 1954) est un homme politique canadien de la Colombie-Britannique. Il est député provincial libéral de la circonscription britanno-colombienne de Fort George de 1949 à 1952. Il est membre du gouvernement de coalition libérale-conservatrice.
Il est ministre de l'Agriculture dans le cabinet du premier ministre Boss Johnson durant l'ensemble de son mandat, ainsi que comme ministre des Chemins de fer en 1952.

## Biographie
Né à Mount Forest (en) en Ontario, Bowman étudie à l'université de la Saskatchewan. Il est supreintendant à la Colonisation et à l'Agriculture pour le Canadien National et comme président de la chambre de commerce de Prince George.
Bowman meurt à Victoria en novembre 1954 à l'âge de 57 ans.